# Kináza

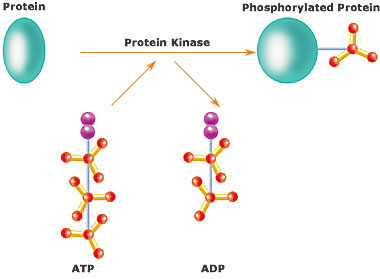
kinasy se podílejí na fosforylaci, biochemicky velmi důležitém procesu

Kináza (též kinasa) je enzym, který přenáší fosfátovou skupinu z vysokoenergetické donorové molekuly (např. ATP) na určitou cílovou molekulu (substrát). Tento proces se nazývá fosforylace.

## Klasifikace
Obecně kinázy patří do skupiny: EC 2 transferáz – tj. enzymy, které přenášejí funkční skupiny (například metylovou, acetylovou nebo právě fosfátovou skupinu). Nejvýznamnější[zdroj?] skupinou kináz jsou proteinkinázy, které přenáší fosfátovou skupinu na hydroxylovou skupinu aminokyselin (serin, threonin, tyrosin) proteinu za vzniku esterové vazby. Fosfát se váže nejčastěji na skupinu (-OH) postranních řetězců aminokyselin. Podle typu fosforylované aminokyseliny můžeme proteinové fosforylace rozdělit do dvou základních skupin:
- fosforylace serínu/treonínu – serín/treonín kinázy
- fosforylace tyrozínu – tyrozínkinázy

Opačnou reakcí k fosforylaci je defosforylace, která je katalyzována skupinou enzymů nazývaných fosfatázy.

## Význam fosforylace
Zanesení výrazně nabité a přitom relativně malé fosfátové skupiny v cílovém proteinu může výrazně ovlivnit jeho konformaci a tím i jeho funkce. Fosforylace / defosforylace proteinů se často používá jako přepínač mezi aktivní a neaktivní (či jinak aktivní) formou proteinu. Kinázy i fosfatázy jsou proto součástí mnoha signalizačních drah.

## Klasifikace proteinkináz

### Skupiny kináz[1]
- AGC = obsahuje rodiny PKA, PKG, PKC
- CAMK = Calcium/calmodulin-dependent protein kinase
- CK1 = Casein kinase 1
- CMGC = obsahuje rodiny CDK, MAPK, GSK3, CLK
- STE = homolog kvasinkových kináz Sterile 7, Sterile 11, Sterile 20
- TK = tyrosinkináza
- TKL = Tyrosine kinase–like

### Jména kináz
(zdroj:  – pouze některé kinázy)
- ActR = Activin receptor
- ALK = (TK group) Anaplastic lymphoma kinase
- ALK = (TKL group) Activin-like receptor kinase
- AMPK = Adenosine monophosphate–activated protein kinase
- Aur = Aurora
- BARK = b-adrenergic receptor kinase
- BLK = B lymphocyte tyrosine kinase
- BMPR = Bone morphogeneic protein receptor
- BMX = Bone marrow tyrosine kinase gene in chromosome X
- BRD = Bromodomain kinase
- BRSK = Brain-selective kinase
- CaMK = Calcium/calmodulin-dependent protein kinase
- CAMKK = CaMK kinase
- CCK-4 = Colon carcinoma kinase–4
- CDK = Cyclin-dependent kinase
- CDKL = Cyclin-dependent kinase–like
- CK = Casein kinase
- CLK = Cdc2-like kinase
- CSFR = Colonystimulating factor receptor
- DAPK = Death-associated protein kinase
- DCAMKL = Doublecortin- and CaMK-like
- DDR = Discoidin domain receptor
- DMPK = Dystrophia myotonica protein kinase
- DNAPK = DNA-activated protein kinase
- DRAK = DAPK-related apoptosis-inducing kinase
- DYRK = Dualspecificity tyrosine phosphorylation–regulated kinase
- EEF2K = Eukaryotic elongation factor–2 kinase
- EGFR = Receptor epidermálního růstového faktoru
- Eph = Ephrin receptor
- ERK = Extracellular signal–regulated kinase
- FAK = Focal adhesion kinase
- FGFR = Receptor fibroblastového růstového faktoru
- FRK = Fos-regulatory kinase
- GRK = G protein–coupled receptor kinase
- GSK = Glycogen synthase kinase
- HIPK = Homeodomain-interacting protein kinase
- IKK = I-kB kinase
- ILK = Integrin-linked kinase
- InsR = Insulin receptor
- IRAK = Interleukin-1 receptor–associated kinase
- IRE = Inositolrequiring
- IRR = Insulin receptor–related
- JAK = Janus kinase
- JNK = c-Jun NH2-terminal kinase
- KSR = Kinase suppressor of Ras
- LATS = Large tumor suppressor
- LIMK = Lim domain–containing kinase
- LMR = Lemur kinase
- LRRK = Leucine rich–repeat kinase
- MAP2K = Mitogen-activated protein kinase kinase – MAP kináza kináza
- MAP3K = Mitogen-activated protein kinase kinase kinase – MAP kináza kináza kináza
- MAPK = Mitogen-activated protein kinase – MAP kináza
- MAPKAPK = MAPK–activated protein kinase
- MARK = Microtubule-associated protein/microtubule affinity–regulating kinase
- MAST = Microtubule-associated serine-threonine kinase
- MLCK = Myosin light chain kinase
- MLK = Mixed lineage kinase
- MNK = MAPK-interacting kinase
- MRCK = Myotonic dystrophy–related CDC42-binding kinase
- MSK = Mitogen- and stressactivated protein kinase
- MuSK = Muscle-specific kinase
- NDR = Nuclear, Dbf2-related kinase
- NIK = Nuclear factor kB–inducing kinase
- PAK = p21-activated kinase
- PDGFR = Platelet-derived growth factor receptor
- PDHK = Pyruvate dehydrogenase kinase
- PDK = Phosphoinositide-dependent kinase
- PhK = Phosphorylase kinase
- PIKK = Phosphatidylinositol 3-kinase–related kinase
- PKA = Protein kinase A
- PKB = Protein kinase B
- PKC = Protein kinase C – proteinkináza C
- PKD = Protein kinase D
- PKG = Protein kinase G
- PKN = Protein kinase N
- PKR = Protein kinase, double-stranded RNA–dependent
- PRK = Protein kinase C–related kinase
- PSKH = Protein serine kinase H
- RIPK = Receptor-interacting protein kinase
- ROCK = Rho-associated, coiled-coil–containing kinase
- ROR = Regeneron orphan receptor
- RSK = Ribosomal protein S6 kinase
- RSKL = RSK-like
- SgK = Sugen kinase
- SGK = Serumand glucocorticoid-regulated kinase
- SRPK = Serine-arginine splicing factor protein kinase
- SYK = Spleen tyrosine kinase
- TAK = Transforming growth factor–b–activated kinase
- TEC = Tyrosine kinase expressed in hepatocellular carcinoma
- TESK = Testis-specific kinase
- TGFbR = Transforming growth factor–b receptor
- TIE = Tyrosine kinase with immunoglobulin and EGF repeats
- TIF1 = Transcriptional intermediary factor 1
- TLK = Tousled-like kinase
- TSSK = Testis-specific serine